# Naamval
Een naamval of casus is een middel waarmee de grammaticale functie van een lidwoord, naamwoord of voornaamwoord in het grotere verband van de zin wordt aangegeven. Meer in het bijzonder wordt meestal gedoeld op de morfologische kenmerken waardoor de betreffende woorden bepaalde uiterlijke wijzigingen ondergaan, in de vorm van vaste naamvalsuitgangen en/of een paradigmatische vormverandering. Daarnaast wordt soms ook gesproken van "onzichtbare" (abstracte) naamvallen.
Talen waarin naamvallen een belangrijke rol spelen worden synthetische talen genoemd. Analytische talen zijn talen waarin de rol van naamvallen veel beperkter is. Het meest extreme geval, het volledig ontbreken van een naamvallensysteem (of in iets bredere zin van flexie), is kenmerkend voor een isolerende taal.
Sommige talen, zoals het Nieuwgrieks en het Arabisch, hebben slechts een paar naamvallen. Andere niet-Indo-Europese talen hebben er veel meer, zoals veel Oeraalse talen en het Baskisch. De Chinese talen en de in een klein deel van Afrika gesproken Gbe-talen worden tot de isolerende talen gerekend omdat deze talen vrijwel volledig zonder naamvallen werken.

## Indo-Europese naamvallen
In de meeste Indo-Europese talen is het aantal naamvallen in de loop der tijd drastisch verminderd of zijn de naamvallen zelfs nagenoeg helemaal verdwenen, behoudens de verbogen vormen van het persoonlijk voornaamwoord (dit geldt met name voor de Romaanse talen), zo men deze vormen ook tot de naamvallen wil rekenen.
Voorbeelden van Indo-Europese talen waarin morfologisch zichtbare naamvallen een belangrijke rol zijn blijven spelen zijn het Latijn, Duits en de meeste Slavische talen (zoals het Russisch). In al deze talen gaat het naamvallensysteem terug op dat van het Proto-Indo-Europees, dat vermoedelijk acht naamvallen kende (zie hieronder).

### Oorsprong
Het merendeel van de historisch-taalkundigen is van mening dat naamvalsuitgangen zich hebben ontwikkeld uit eerdere zelfstandige elementen die gaandeweg tot suffix werden, een proces dat grammaticalisatie wordt genoemd.

### Benamingen
De acht Indo-Europese naamvallen hebben verschillende namen: aangegeven met de rangtelwoorden eerste t/m achtste en de vernederlandsing van de Latijnse namen. Het onderscheid tussen de locatief en de instrumentalis bestaat tegenwoordig nog in veel Slavische talen.
| Rangtelwoord    | Vernederlandsing |
| --------------- | ---------------- |
| Eerste naamval  | Nominatief       |
| Tweede naamval  | Genitief         |
| Derde naamval   | Datief           |
| Vierde naamval  | Accusatief       |
| Vijfde naamval  | Vocatief         |
| Zesde naamval   | Ablatief         |
| Zevende naamval | Locatief         |
| Achtste naamval | Instrumentalis   |

## Overzicht van alle bekende naamvallen
Het naamvallensysteem op zich is niet specifiek iets voor de Indo-Europese taalfamilie. De term naamval wordt dan ook in breder verband tevens gebruikt voor vergelijkbare systemen in andere taalgroepen dan de Indo-Europese, al zijn de meeste taalkundigen van mening dat de betreffende verschijnselen in bijvoorbeeld het Hongaars niet echt of zelfs helemaal niet vergelijkbaar zijn.
| Naamval                         | Betekenis                                                                       | Voorbeeld in het Nederlands     | Voorbeelden van talen met een afzonderlijke naamvalsvorm |
| ------------------------------- | ------------------------------------------------------------------------------- | ------------------------------- | --- |
| Abessief                        | afwezigheid van iets                                                            | zonder het huis                 | Fins, Estisch, Hongaars |
| Ablatief (1)                    | indirect                                                                        | het huis betreffend             | Latijn, Sanskriet, Hongaars |
| Ablatief (2)                    | beweging ergens vandaan                                                         | van het huis weg                | Fins, Estisch, Latijn, Turks, Tamil, Hongaars |
| Ablatief (3)                    | handelend voorwerp                                                              | door het huis                   | Latijn, Hongaars |
| Absolutief                      | subject van onovergankelijke werkwoorden; object van overgankelijke werkwoorden | het huis                        | Baskisch |
| Accusatief                      | direct object                                                                   | het huis                        | Arabisch, Esperanto, Latijn, Grieks, Oudiers, Duits, Engels, Russisch, Tsjechisch, Slowaaks, Pools, Roemeens, Hongaars, Servisch                               |
| Adessief                        | dichtbij / op / om...heen                                                       | bij het huis                    | Fins, Estisch, Hongaars |
| Adverbialis                     | bijwoord (afgeleid van bijvoeglijk naamwoord)                                   | ...                             | Abchazisch, Georgisch, Hongaars |
| Allatief                        | beweging ergens heen                                                            | naar het huis, tot bij het huis | Fins, Estisch, Hongaars |
| Antessief                       | voorafgaand aan                                                                 | voorafgaand aan het concert     | Dravidische talen |
| Apudessief                      | naast                                                                           | naast het huis                  | Tsezisch, Bezjta |
| Aversief (evitatief)            | vermijdend/vrezend                                                              | het huis vermijdend/vrezend     | Australische talen |
| Causalis-finalis                | reden, oorzaak of doel voor iets                                                | omwille van/wegens het huis     | Hongaars |
| Comitatief                      | samen met                                                                       | met het huis                    | Estisch, Hongaars |
| Comparatief (Equatief)          | (net) als                                                                       | net als het huis                | Mari, Ossetisch, Fins, Sumerisch, Hongaars |
| Datief                          | richting, ontvanger; indirect object                                            | aan het huis, ten huize         | Duits, (oud-)Latijn, Russisch, Hindi, Oudiers, Pools, Roemeens, Tsjechisch, Slowaaks, Nederlands, Grieks, Hongaars, Servisch                                   |
| Delatief                        | van...af, van...uit, over                                                       | van het huis af                 | Hongaars |
| Distributief                    | per, … voor …                                                                   | per huis, huis voor huis        | Hongaars |
| Distributief-temporalis         | (eens) per, elke                                                                | jaarlijks, elke ochtend         | Hongaars |
| Elatief                         | beweging ergens uit                                                             | het huis uit                    | Fins, Estisch, Hongaars |
| Ergatief                        | subject dat een overgankelijk werkwoord uitvoert                                | het huis                        | Baskisch, Inuktitut |
| Essief                          | kenmerk                                                                         | zoals het huis                  | Fins, Estisch, Middelegyptisch |
| Essief-modalis                  | tot, bij wijze van, als                                                         | als/bij wijze van huis          | Hongaars |
| Exessief                        | van...in (toestand)                                                             | van een huis tot...             | Savo-Fins |
| Finalis                         | voor een huis, met een huis als einddoel                                        | ...                             | Semitische talen (vroeger) |
| Formalis                        | als, bij wijze van                                                              | als/bij wijze van huis          | Hongaars |
| Genitief                        | bezit, betrekking                                                               | des huizes                      | Fins, Estisch, Arabisch, Nederlands, Duits, Hebreeuws, Oudiers, Modern-Iers, Latijn, Grieks, Pools, Roemeens, Tsjechisch, Slowaaks, Engels, Russisch, Servisch |
| Illatief                        | beweging naar binnen                                                            | het huis in                     | Fins, Estisch, Hongaars |
| Inessief                        | binnenin                                                                        | in het huis                     | Fins, Estisch, Hongaars, Erzja, Ossetisch, Tsezisch, Hongaars                                                                                                  |
| Instrumentalis / Instructief    | benutten van iets                                                               | door het huis                   | Russisch, Sanskriet, Pools, Tsjechisch, Fins, Hongaars, Servisch, (oud-)Latijn                                                                                 |
| Intratief                       | tussen                                                                          | tussen de huizen                | Limbu |
| Latief                          | naar...toe                                                                      | naar het huis toe               | Fins, Erzja, Moksja, Mari, Hongaars |
| Locatief                        | plaats                                                                          | in / bij het huis, ten huize    | Sanskriet, Lets, Pools, Turks, Xhosa, (oud-)Latijn, Russisch, Tsjechisch, (Nederlands zie locatief), Hongaars, Servisch                                        |
| Multiplicatief                  | aantal                                                                          | drie huizen                     | Hongaars, Cherokee (taal) |
| Nominatief                      | onderwerp                                                                       | het huis                        | vrijwel elke taal |
| Obliquus                        | omvattend/betreffend, ofwel elke andere naamval dan het onderwerp               |                                 | Hindi, Kirmanci, Zazaki, Adygees, Kabardijns, Oebychs, Bulgaars (alleen bij voornaamwoorden)                                                                   |
| Partitief                       | enkele / aantal / deel van                                                      | deel van huis                   | Fins, Estisch, Hongaars |
| Pegatief                        | agens met datief                                                                | ...                             | Tlapaneeks |
| Pertingent                      | in aanraking met                                                                | in aanraking met het huis       | Tlingit |
| Postpositionalis                | voor bepaalde achterzetsels                                                     | het huis aan ...                | Hindi |
| Prepositionalis                 | na bepaalde voorzetsels                                                         | ... aan het huis                | Russisch |
| Prolatief {Prosecutief, Vialis} | medium: "door...heen, door middel van"                                          | door middel van het huis        | Fins, Estisch, Nenets, Baskisch, Inuktitut, Hongaars |
| Sociatief                       | in gezelschap van                                                               | (samen) met het huis            | Hongaars |
| Subessief                       | onder, lager dan                                                                | onder het huis                  | Tsezisch |
| Sublatief                       | naar het oppervlak/de bodem van                                                 | naar de bodem van het huis      | Fins, Hongaars, Tsezisch |
| Superessief                     | op het oppervlak van                                                            | op het huis                     | Hongaars, Ossetisch, Tsezisch |
| Temporalis                      | om, met, tijdens, gedurende                                                     | gedurende de maaltijd           | Hongaars |
| Terminatief                     | einde van een beweging, beëindiging in ruimte of tijd                           | tot aan het huis                | Fins-Oegrische talen, Mongoolse talen, Sumerisch, Tibetaans |
| Translatief                     | tot, in, verandering naar iets                                                  | verandert in een huis           | Fins, Hongaars, Estisch |
| Vocatief                        | aanspreekvorm                                                                   | huis!                           | Latijn, Grieks, Oudiers, Modern-Iers, Sanskriet, Pools, Bulgaars, Tsjechisch, Welsh, Servisch                                                                  |

## Gebruik

### Naamvallen vs. voorzetsels
Talen waarin naamvallen niet of nauwelijks een rol spelen bedienen zich in plaats daarvan op uitgebreide schaal van voorzetsels. Een voorbeeld van een naamvallen- versus voorzetselsysteem aan de hand van het Duits en het Nederlands:
| Duits                   | Nederlands             |
| ----------------------- | ---------------------- |
| Das Auto meines Bruders | De auto van mijn broer |
| Tod den Spammern!       | Dood aan de spammers!  |

Het Duits bezigt hier aparte naamvalsvormen om de functie van mein Bruder (genitief) en die Spammer (datief) aan te geven. Het Nederlands bezigt in plaats daarvan voorzetsels: in de eerste zin van, in de tweede aan. In de eerstgenoemde zin kan het Duits echter ook een voorzetsel gebruiken, wat in de spreektaal zelfs de gangbare manier van uitdrukken is: das Auto von meinem Bruder. Na von staat dan een andere naamval, de datief. In de tweede voorbeeldzin is een alternatief met een voorzetsel in het Duits echter uitgesloten.
In het Duits en andere talen waarin naamvallen belangrijk zijn, worden naamvallen en voorzetsels ook dikwijls in combinatie met elkaar gebruikt, waarbij zogeheten rectie optreedt. Dit is vooral belangrijk bij voorzetsels die in combinatie met meer dan één naamval kunnen voorkomen, waardoor er een verschil in betekenis wordt gecreëerd:
- In het Russisch betekent het voorzetsel s bijvoorbeeld ofwel met ofwel vanaf. In het eerste geval gaat het gepaard met de instrumentalis in het tweede met de genitief.
- In het Duits en Latijn kan bijvoorbeeld het voorzetsel in met twee verschillende naamvallen worden gecombineerd, waarmee een beweging binnen een bepaalde ruimte of een beweging van de ene ruimte naar een andere ruimte wordt uitgedrukt:

Die Kinder rennen in der Turnhalle. — Datief: De kinderen rennen in de gymzaal (rond).
Die Kinder rennen in die Turnhalle. — Accusatief: De kinderen rennen de gymzaal in.

### Naamval vs. woordvolgorde
Het gebruik van naamvallen in een taal hangt tot op zekere hoogte samen met de mate waarin de woordvolgorde vastligt. Een voorbeeld aan de hand van het Nederlands en het Latijn:
- Cornelia slaat Marcus

Aan Cornelia en Marcus is niet te zien welke functie ze hebben in de zin. Je kan niet zeggen Marcus slaat Cornelia als je bedoelt dat Marcus geslagen wordt door Cornelia. In het Latijn – waar de zelfstandige naamwoorden uitgangen kregen – is het anders. De volgende twee zinnen betekenen hetzelfde:
- Cornelia Marcum castigat (Cornelia slaat Marcus)
- Marcum Cornelia castigat (Cornelia slaat Marcus)

Dit kan omdat in het Latijn de functie van woorden uit de naamvalsvorm ervan blijkt. De nominatiefuitgang -a bij Cornelia wijst er in dit geval op dat Cornelia onderwerp is in deze zin. De accusatiefuitgang -um bij Marcum wijst erop dat dit woord lijdend voorwerp is. Hierdoor is de woordvolgorde dus niet meer van belang. Zou je willen zeggen dat Marcus Cornelia slaat, dan wordt het:
- Marcus Corneliam castigat (Marcus slaat Cornelia)
- Corneliam Marcus castigat (Marcus slaat Cornelia)

Als er persoonlijke voornaamwoorden worden gebruikt die in het Nederlands nog naamvalsvormen kennen, is het omdraaien van de volgorde ook hier vaak mogelijk: Hij ziet mij niet betekent hetzelfde als: Mij ziet hij niet. In de tweede zin wordt het voorwerp (mij) beklemtoond.
In het Latijn werkt dit ook bij gecompliceerdere zinnen, bijvoorbeeld:
- Cornelia Marco librum antiquum dat (Cornelia geeft Marcus een oud boek)
- Marco dat librum Cornelia antiquum
- Antiquum Cornelia dat librum Marco
- Librum Marco Cornelia antiquum dat

Alle mogelijke woordvolgordes (in dit geval 120) zijn in deze zin mogelijk, zonder dat de betekenis verandert. De nadruk in de zin kan echter wel verschillend zijn. De nominatiefuitgang -a geeft aan dat Cornelia onderwerp is, -um (accusatief) dat librum (boek) en antiquum (oud) lijdend voorwerp zijn en -o (datief) dat Marco meewerkend voorwerp is. Hierdoor maakt de volgorde waarin ze staan niet meer uit.

## Naamvallen in afzonderlijke talen

#### Nederlands
Het moderne Nederlands kent alleen nog een echt naamvalsonderscheid bij sommige persoonlijke voornaamwoorden. Hier is dus wij nominatief en ons datief en accusatief:
- Wij vragen de anderen.
- De anderen vragen ons.

Anders kent het Nederlands in principe geen naamvalsonderscheid meer. In plaats daarvan spelen woordvolgorde en het gebruik van voorzetsels een belangrijke rol bij het bepalen van de grammaticale functies van zinsdelen.
In uitdrukkingen als de onderstaande is de eerdere verbuiging van het lidwoord en/of het zelfstandig naamwoord nog te zien:
- De heer des huizes = de heer van het huis
- Het jaar der jaren = het jaar van de jaren
- Het beste lied aller tijden = het beste lied van alle tijden
- 's Morgens ga ik naar school = Des morgens ga ik naar school = In de morgen ga ik naar school
- Woordenboek der Nederlandsche taal = Woordenboek van de Nederlandse taal
- Van harte!
- Op den duur
- Dat doet niet ter zake
- Iemand in koelen bloede vermoorden

Ook in (achter)namen komen nog naamvallen voor:
- Peter van den Berg
- Wilko ter Witte
- Jan den Appel

De genitief komt van alle traditionele Indo-Europese naamvallen in geschreven modern Nederlands nog het meest voor, al beperkt het gebruik zich tot de formele of gekunstelde stijl. Het Nederlands kent daarnaast, net als het Engels en Duits, een aan de tweede naamval verwante vorm, ook wel de Saksische genitief genoemd.